# アンブブンベ
アンブブンベ(マダガスカル語：Ambovombe-Androy)[ambuˈvumbe ˈaɳɖʐuj]は、マダガスカル南端のアンドロイ県の県都。
2014年の人口は11万1700人。
マダガスカル国道13号線によって、110km東のトラニャロや、383km北のイホシーと繋がる。
また、マダガスカル国道10号線で北東のトゥリアラと繋がる。